# Зарічне (Чугуївський район)
Зарічне (до 2016 — Петрі́вське) — село в Україні, у Старосалтівській селищній громаді Чугуївського району Харківської області. Населення становить 671 особу.

## Географія
Село Зарічне розташоване за 51 км від обласного центру та 44 км від районного центру, на лівому березі Печенізького водосховища (річка Сіверський Донець), вище за течією на відстані 1 км розташоване село Металівка. Село розташоване вздовж балки Розрита по якій протікає річка Розрита, село оточене лісовим масивом (сосна), навколо багато баз відпочинку.

## Історія
У 1795 році засноване як село Пасіківка.
У 1948 рік — перейменоване в село Петрівське.
12 травня 2016 року, відповідно з Постановою Верховної Ради України № 1353-19, перейменоване в село Зарічне.
12 червня 2020 року, відповідно до розпорядження Кабінету Міністрів України № 725-р «Про визначення адміністративних центрів та затвердження територій територіальних громад Харківської області», село увійшло до складу  Старосалтівської селищної громади.
19 липня 2020 року в результаті адміністративно-територіальної реформи та ліквідації Вовчанського району увійшло до Чугуївського району.
30 листопада 2023 року начальник Старосалтівської селищної військової адміністрації Антон Палєй підписав розпорядження про перейменування в селі: вулицю Гагаріна на вулицю Космічна, вулицю Лермонтова на вулицю Українська, вулицю Рибалко на вулицю Митрофана Рибалка, провулок Гагаріна на провулок Польовий .

## Економіка
- Молочно-товарна ферма, машинно-тракторні майстерні.
- Тепличне господарство.
- База відпочинку «Парус» ВАТ ХТЗ.
- Оздоровчий центр «Срібний бір».
- База відпочинку «Хвойний» АТ «Серп і Молот».

## Пам'ятки
Поблизу села знайдене селище і могильник салтівської культури. Окремі речі салтівської культури знайдені біля села, на колгоспному полі.

## Постаті
- Миронов Михайло Павлович (1974—2017) — солдат Збройних сил України, учасник російсько-української війни[5].